# Barruecopardo
Barruecopardo es un municipio y localidad española de la provincia de Salamanca, en la comunidad autónoma de Castilla y León. Se integra dentro de la comarca de Vitigudino, en la ecorregión de las arribes y la subcomarca de La Ramajería. Pertenece al partido judicial de Vitigudino. Debido a su situación en un cruce de caminos, constituye un importante punto de entrada al parque natural de Arribes del Duero.
Su término municipal está formado por la localidad de Barruecopardo y el despoblado de Santa Ana, ocupa una superficie total de 36,71 km² y según los datos demográficos recogidos en el padrón municipal elaborado por el INE en el año 2017, cuenta con 461 habitantes.

## Toponimia
Su nombre actual proviene de la palabra leonesa «berruecu», término con el que se denomina a una 'peña suelta o aislada', como las que con tanta abundancia se encuentran por la zona, y de su color pardo.

## Símbolos

### Escudo
El escudo heráldico que representa al municipio fue aprobado el 17 de marzo de 1999 con el siguiente blasón:

«Escudo partido. Primero, de gules con un grifo de oro; cortado, jaquelado de ocho puntos de oro y ocho de gules. Segundo, de plata con una cruz-espada de Santiago surmontada de dos veneras, en faja, también de gules. Entado en punta y caído, de azur con un castillo de oro aclarado de gules. Timbrado de la Corona Real Española»
Boletín Oficial de Castilla y León nº 173 de 7 de septiembre de 1999

### Bandera
El ayuntamiento no ha adoptado aún una bandera para el municipio.

## Geografía
Barruecopardo está situado a 730 m s. n. m., en la ecorregión de las arribes de los ríos Duero y Huebra. Este último discurre por el sur del término municipal. Su curso separa los términos de Barruecopardo y Bermellar, y a su vez, las comarcas de El Abadengo y La Ramajería.
Tiene una superficie de unos 37,4 km cuadrados. El terreno es relativamente llano en casi todo el término. Su paisaje es el propio de la comarca de La Ramajería excepto al sur pues en las cercanías del río Huebra, como a unos tres km del casco urbano, existen grandes cortes rocosos de granito que descienden bruscamente hasta alrededor de los 300 m s. n. m. Son los denominados arribes del Huebra. 

### Situación
Barruecpardo se localiza en el noroeste salmantino y dista 94 km de Salamanca capital. Se integra dentro de la ecorregión de las arribes, en La Ramajería, comarca de Vitigudino. Pertenece a la Mancomunidad Centro Duero y al partido judicial de Vitigudino. Su término municipal se encuentra dentro del parque natural de Arribes del Duero, un espacio natural protegido de gran atractivo turístico.
| Noroeste: Vilvestre | Norte: Cerezal de Peñahorcada | Noreste: El Milano |
| Oeste: Saucelle     |                               | Este: Villasbuenas |
| Suroeste: Saucelle  | Sur: Bermellar                | Sureste: Saldeana  |

### Comunicaciones
Existen dos líneas de autobús, una de ellas operadas por la empresa Arribes Bus S.L. y otra por la empresa Eloy Robledo S.L. que lo unen con la capital provincial.

### Clima
El clima de Barruecopardo es templado aunque durante el invierno son frecuentes las heladas; primaveras irregulares, frías al principio y apacibles el resto; veranos cortos, calurosos y secos, alcanzando durante el día temperaturas cercanas a los 40 °C; los otoños largos, tenplados y desapacibles. Pluviométricamente se puede considerar húmedo, aunque las lluvias suelen ser más intensas desde el final del otoño hasta mediada la primavera.
Barruecopardo tiene un clima mediterráneo Csb (templado con verano seco y templado) en la frontera con un clima Csa (templado con verano seco y caluroso) según la clasificación climática de Köppen.
| Parámetros climáticos promedio de Barruecopardo en el periodo 1961-1979 | Parámetros climáticos promedio de Barruecopardo en el periodo 1961-1979 | Parámetros climáticos promedio de Barruecopardo en el periodo 1961-1979 | Parámetros climáticos promedio de Barruecopardo en el periodo 1961-1979 | Parámetros climáticos promedio de Barruecopardo en el periodo 1961-1979 | Parámetros climáticos promedio de Barruecopardo en el periodo 1961-1979 | Parámetros climáticos promedio de Barruecopardo en el periodo 1961-1979 | Parámetros climáticos promedio de Barruecopardo en el periodo 1961-1979 | Parámetros climáticos promedio de Barruecopardo en el periodo 1961-1979 | Parámetros climáticos promedio de Barruecopardo en el periodo 1961-1979 | Parámetros climáticos promedio de Barruecopardo en el periodo 1961-1979 | Parámetros climáticos promedio de Barruecopardo en el periodo 1961-1979 | Parámetros climáticos promedio de Barruecopardo en el periodo 1961-1979 | Parámetros climáticos promedio de Barruecopardo en el periodo 1961-1979 |
| Mes | Ene.                                                                    | Feb.                                                                    | Mar.                                                                    | Abr.                                                                    | May.                                                                    | Jun.                                                                    | Jul.                                                                    | Ago.                                                                    | Sep.                                                                    | Oct.                                                                    | Nov.                                                                    | Dic.                                                                    | Anual                                                                   |
| --- | ----------------------------------------------------------------------- | ----------------------------------------------------------------------- | ----------------------------------------------------------------------- | ----------------------------------------------------------------------- | ----------------------------------------------------------------------- | ----------------------------------------------------------------------- | ----------------------------------------------------------------------- | ----------------------------------------------------------------------- | ----------------------------------------------------------------------- | ----------------------------------------------------------------------- | ----------------------------------------------------------------------- | ----------------------------------------------------------------------- | ----------------------------------------------------------------------- |
| Temp. media (°C) | 3.6                                                                     | 4.9                                                                     | 6.6                                                                     | 9.5                                                                     | 12.9                                                                    | 17.9                                                                    | 21.7                                                                    | 21.2                                                                    | 18.3                                                                    | 12.9                                                                    | 7.1                                                                     | 3.3                                                                     | 11.7                                                                    |
| Precipitación total (mm) | 153.5                                                                   | 152.8                                                                   | 92.3                                                                    | 67.0                                                                    | 85.2                                                                    | 63.5                                                                    | 22.7                                                                    | 11.6                                                                    | 52.4                                                                    | 101.2                                                                   | 130.4                                                                   | 106.2                                                                   | 1038.6                                                                  |
| Fuente: Ministerio de Agricultura, Alimentación y Medio Ambiente. Datos de precipitación para el periodo 1961-1979 y de temperatura para el periodo 1967-1979 en Barruecopardo 11 de octubre de 2012 |                                                                         |                                                                         |                                                                         |                                                                         |                                                                         |                                                                         |                                                                         |                                                                         |                                                                         |                                                                         |                                                                         |                                                                         |                                                                         |

## Prehistoria
Los primeros indicios que nos hablan de la presencia humana en la zona, son determinados restos arqueológicos de uso humano como raspadores, lascas, hachas de mano, flechas, azuelas, molinos, molenderas, etc. descubiertos y localizados en la década de los sesenta del siglo XX. Fueron encontrados en tres puntos distintos, localizados a una distancia como de un km del actual núcleo urbano y, según estudios realizados por personas entendidas y capacitadas, profesores de la Universidad de Salamanca, pudieran datar de hace unos 9000 años. Se correponderían con el final del Paleolítico, de la transición al Neolítico y primer tramo de la Edad del Bronce.

## Historia
El origen del pueblo responde a un poblado vetón, siguiendo el rumbo este a oeste por eso del alumbramiento del sol, a los pies de un teso rocoso en buena medida, al menos hoy, con huellas de alguna fortificación, que constituía un castillo o refugio seguro en casos de peligro e inseguridad. Allí concentraban sus ganados y ajuares, donde eran fácilmente defendibles desde la base del referido teso.
También era observatorio y atalaya (todo el contorno en general lo sería) pues es parte alta. La población fue agrupada por los romanos en un vicus (aldea) a un kilómetro, hacia Vilvestre en tierras llanas y fértiles (en la viña del tío Federico actual), detrás del Cristo, tomando el nombre de Valverde según la tradición. Este Valleverde sería por las terrazas sedimentarias de los arroyos de al lado (hoy valles y huertas). Así parecen demostrarlo los hallazgos arqueológicos.

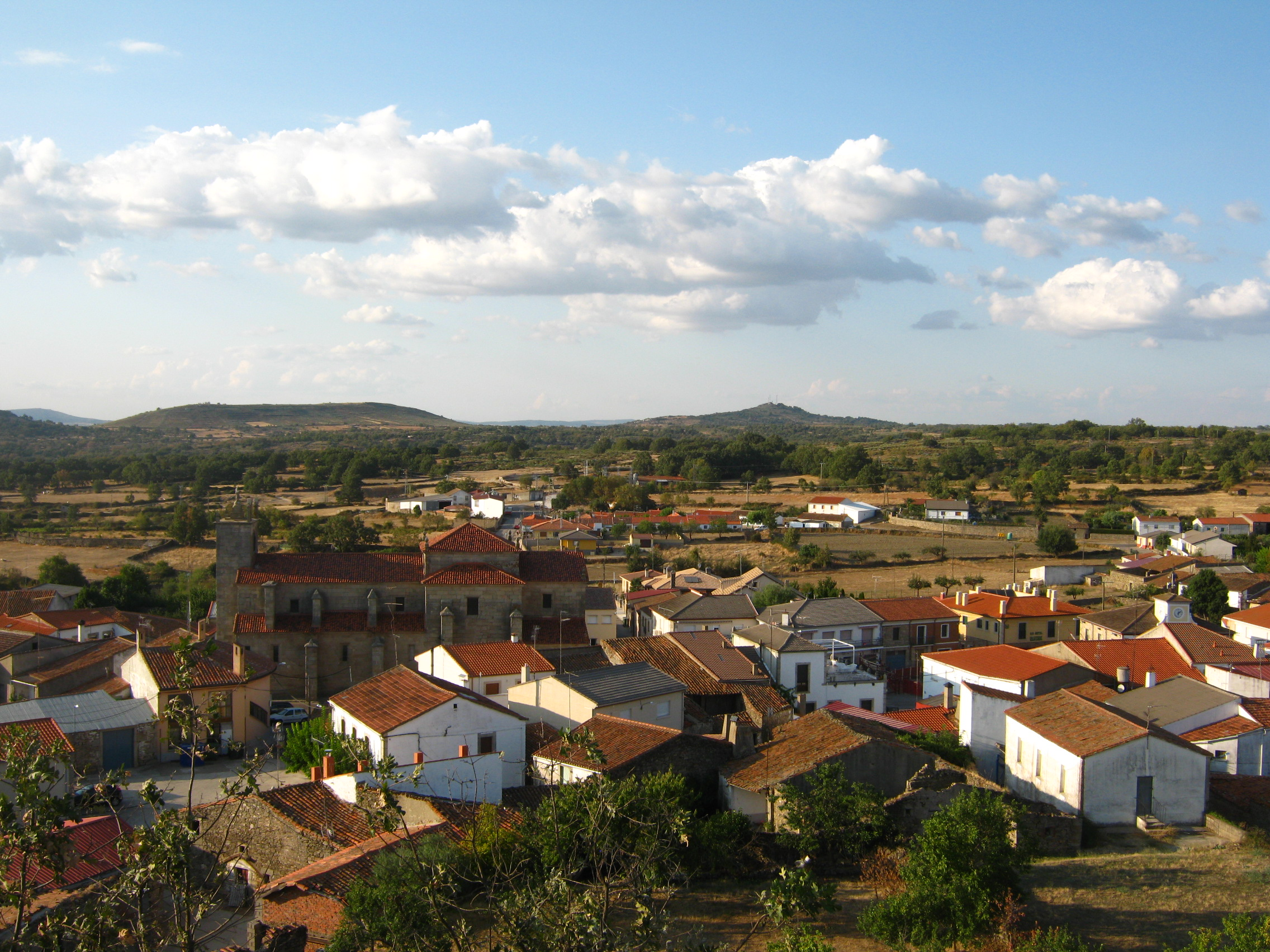
Vista panorámica de Barruecopardo

En el término municipal existen restos de un antiguo castro celta, en un paraje conocido como La Casa del Quiquín, en la orilla del Huebra, aunque de menor entidad que otro castro celta existente en el vecino pueblo de Saldeana. Conocemos que en el año 1157 se creó el señorío de Barruecopardo para Armengol VII. No sabemos de la extensión del territorio asignado a este Señorío, pero pudo ocurrir que abarcara los parajes de donde se encuentra dicho castro, siendo esa, quizás, la razón de asignar el castro a Barruecopardo.
Son importantes las estelas o lápidas halladas con ruedas solares de distintos tipos y con inscripciones en latín, lo que indicaría que hubo asentamientos humanos durante aquella época.
No parece que llegaran notoriamente los musulmanes, ni que la recuperación por parte de los monarcas del Reino de León tuviera mayores complicaciones.
No se dispone de noticias concretas durante el periodo comprendido entre la presencia de los romanos y mediados del siglo XII. Por el contrario, sí existen noticias, hechos y documentos que de forma continuada nos hablan a partir de esa fecha. Veamos.

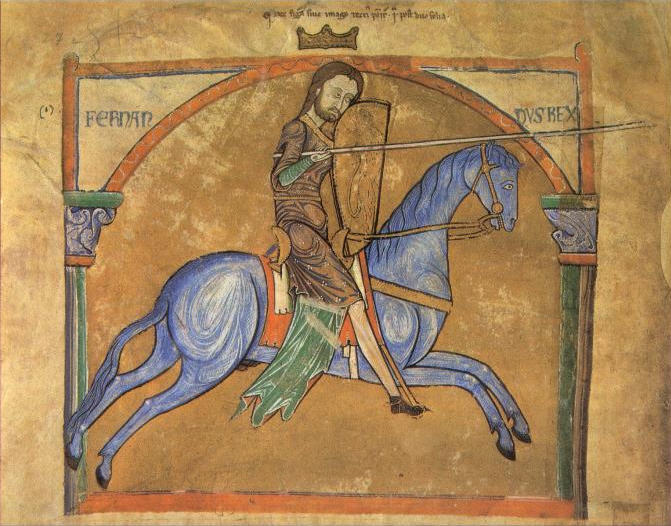
Fernando II de León creó el Señorío de Barruecopardo en 1157

La Historia general de España dice que tras la conquista de Toledo por Alfonso VI en 1102, éste se ocupó de la organización del reino y de su repoblación, aunque su mayor promotor fue Fernando II de León, hijo de Alfonso VII. A él, a Fernando II, debe atribuirse la repoblación del conocido como Desierto del Duero o Tierra de Nadie.
Fernando II de León, dentro de su política sobre la repoblación del desierto del Duero, acordó crear el Señorío de Barruecopardo en 1157, para Armengol VII, Conde de Urgel, su mayordomo y cuñado de Alfonso II de Aragón. Dado que Armengol VII se casó con Dulcin de fox, hija de Roger II de Fox en 1157, es probable que la concesión del Señorío fuera el regalo de bodas del rey. Barruecopardo dependía de los alcaldes de Ledesma.
En el año 1171, según unos autores, o 1181, según otros, concede a Barruecopardo Fuero. Fuero mezcla entre el Fuero de Ledesma otorgado en 1161 y las costumbres urgelinas.
Debieron existir diferencias entre los alcaldes ledesminos y la Corona por esta concesión a Armengol, pero debió primar la postura real, por lo que los referidos alcaldes hicieron graciosa donación, en nombre del rey Fernando II de León y de su hijo Alfonso a Armengol, dejando de pertenecer Barruecopardo al Concejo de Ledesma.
Pocos años después, Armengol traspasó los derechos sobre Barruecopardo a su vasallo y fiel amigo Pedro Fernández de Fuencalada, primer Maestre de la Orden de Santiago. Armengol seguiría siendo el Señor. Los derechos pasaron a los hijos de Pedro Fernández, que los fueron vendiendo a la Orden de Santiago. Desde el 30 de abril de 1195 Barruecopardo pertenecería íntegramente a la Orden de Santiago. Desde entonces, la historia de Barruecopardo ha estado totalmente vinculada a la Orden de Santiago.
Bien fuera el propio Armengol, o bien la Orden dotaron a Barruecopardo de un importante castillo.
En la Crónica inédita de Ávila se nos dice: «Tovieron castellanos en el reyno de Leon; Blasco Muñoz tovo el Carpio, é Nuño Mateos Monterreal é al Pablo é Berrueco Pardo. Estos caballeros de Ávila vencieron al concejo de Salamanca. El día que el Rey Don Alfonso venció la batalla de Ubeda, Nuño Mateos con otros caballeros de Avila venció al concejo de Salamanca é de Avila...». Al norte de Saucelle debían de existir torres, casas fuertes y pequeñas fortificaciones en régimen de tenencia-reconvertidas muchas de ellas en torres de campanario-. Hubo castillos importantes en Barruecopardo (anterior a 1212), Vilvestre, Mieza, Aldeadávila, Masueco y Pereña. En el año 1296 todo el Oeste salmantino fue invadido por el rey Dionisio I de Portugal, llegando hasta Simancas.

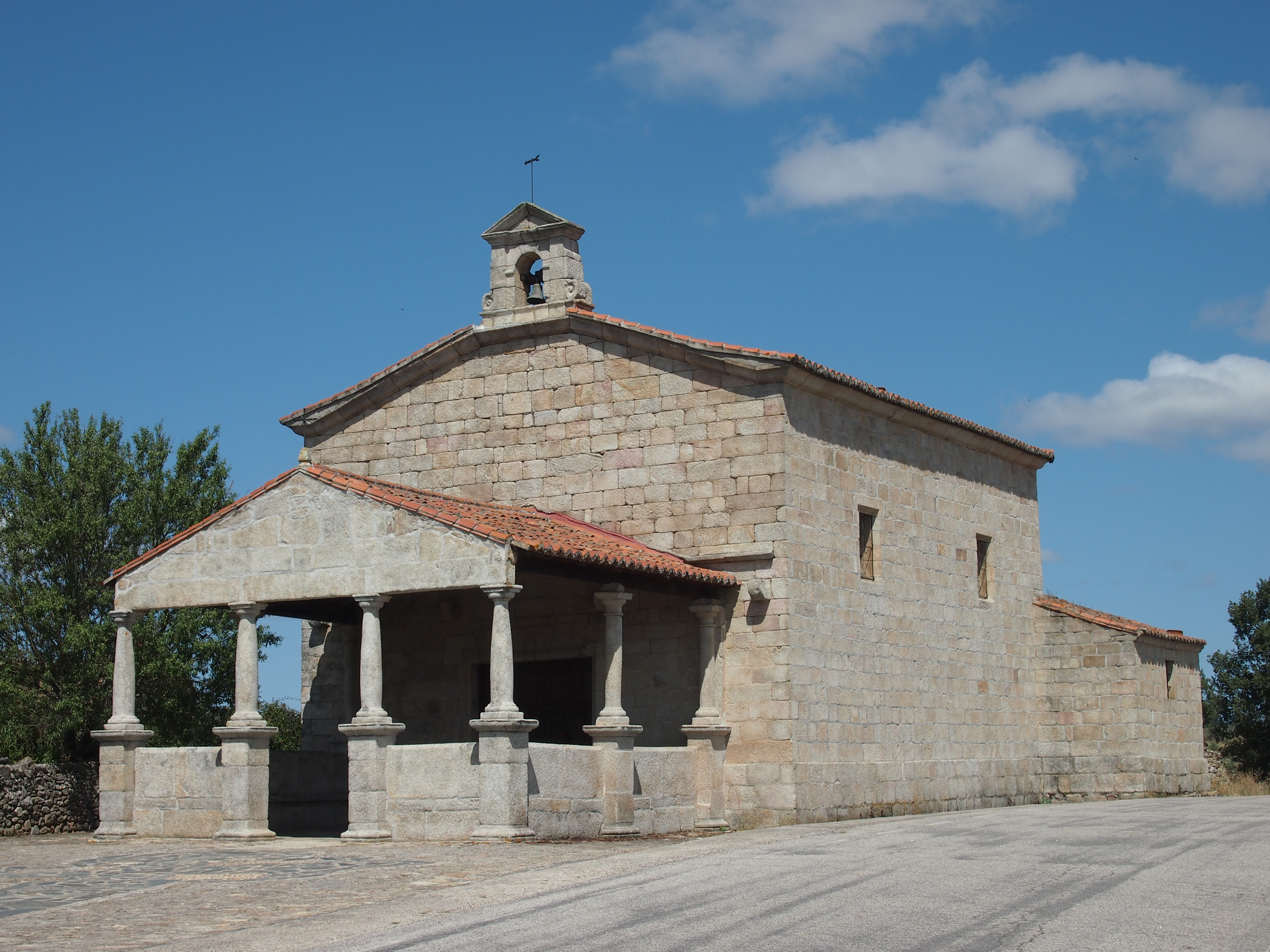
Ermita del Cristo de las Mercedes

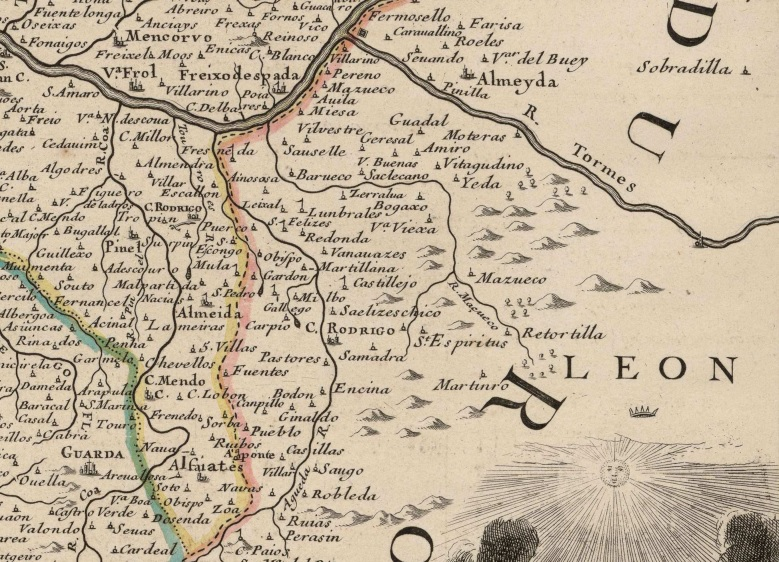
El oeste salmantino en un mapa del, en el que se puede observar Barruecopardo (escrito «Barueco»)

El hecho de pertenecer Baruecopardo a una Orden Militar que tomaba parte activa en las sucesivas guerras, y la circunstancia de estar cerca de la frontera con Portugal, unido al mimo y la importancia que dio la Orden al enclave, hizo que el pueblo fuera invadido reiteradamente por parte de los portugueses.
Esiste constancia documentada:
Poco después de 1212, el castillo perteneció al caballero de Ávila Nuño Mateos Monterreal;
por el año 1240, al menos el castillo, perteneció al portugués Gómez Gil do Vinhal;
en 1243 se lo reclamó su sobrino Martín Annes de Vinhal;
en 1296 fue invadido por el rey portugués Don Dinis, el rey labrador hijo de Alfonso III de Portugal y de su segunda esposa Beatriz de Castilla;
en 1369 fue ocupado por Gómez Lorenzo de Aveal;
en 1644 fue saqueado por las tropas castellanas y portuguesas;
en 1653 fue destruido, arrasado e incendiado;
en 1654 fue nuevamente quemado y arrasado, junto con sus tierras y los pueblos de Vilvestre y Saucelle, por las tropas portuguesas al mando de Diego de Castro.
La importancia dada a Barruecopardo por parte de la Orden de Santiago se demuestra por el hecho de que fuera una de las 18 Vicarías de la Orden, integrada por los siguientes pueblos: Barceo, Barceíno, Barreras, Barruecopardo, Cerezal de Peñahorcada, Milano, Peralejos de Abajo, Saldeana, Saucelle, Valderrodrigo y Villasbuenas.
El primer vicario fue el ovetense, Luis de Faes de Valdés, quien tomó posesión de la nueva vicaría el 31 de diciembre de 1635.
La vicaría duró hasta la disolución del Priorato de San Marcos de León en 1873, el obispado conocido como León de la Orden de Santiago por agrupar el mismo los territorios santiaguistas del territorio leonés, entre los que se incluía a Barruecopardo. De este modo, el 22 de mayo de 1874 Barruecopardo pasó a formar parte de la diócesis de Ciudad Rodrigo, convirtiéndose en arciprestazgo, correspondiendo a Francisco Morante y Román ser el último vicario y el primer arcipreste.

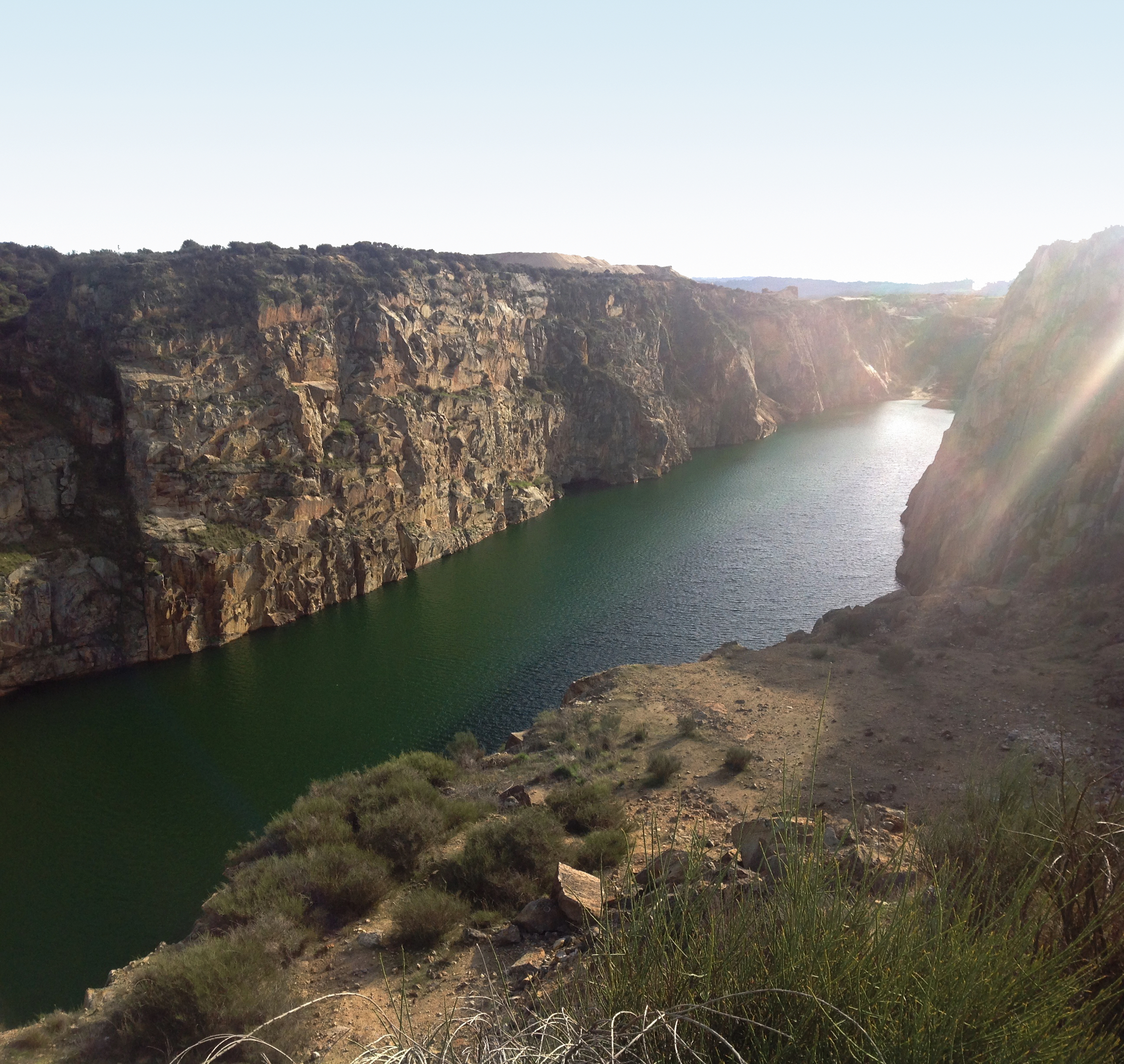
Mina de wolframio

Se sabe que en 1644 fue saqueado por tropas portuguesas, la zona carecía de defensas (excepto la que ofrece el río Duero y más al sur, San Felices de los Gallegos y Ciudad Rodrigo). Por ello, fue campo de batalla de las ambiciones territoriales de españoles y portugueses.
En la edición de 1795 del Diccionario Geográfico Universal, su tomo tercero se refiere a Barruecopardo con:

Berrueco Pardo, Villa de España, Capitanía General de Castilla la Vieja, Provincia de Salamanca: es una de las eximidas de la Jurisdicción de Partido, y de las Ordenes militares, que corresponde a la Orden de Santiago, en la Encomienda de Peñausende.

En 1833, al crearse las actuales provincias, Barruecopardo quedó encuadrado en la provincia de Salamanca, dentro de la Región Leonesa.

## Demografía
Barruecopardo cuenta con una población de 421 habitantes (INE 2024).
| Gráfica de evolución demográfica de Barruecopardo entre 1842 y 2021 |
| |
| Población de derecho según los censos de población del INE Población de hecho según los censos de población del INEEn estos censos se denominaba Barrueco Pardo: 1842 y 1857 |

Según el Instituto Nacional de Estadística, Barruecopardo tenía, a 1 de enero de 2021, una población total de 443 habitantes, de los cuales 247 eran hombres y 196 mujeres. Respecto al año 2000, el censo reflejaba 587 habitantes, de los cuales 295 eran hombres y 292 mujeres. Por lo tanto, la pérdida de población en el municipio para el periodo 2000-2021 ha sido de 144 habitantes, un 25 % de descenso.

## Economía
Ha sido pueblo agrícola-ganadero hasta que en tiempos recientes se abrieron las minas de volframio al compás de las guerras mundiales (1917, 1940, que ha durado hasta 1985...); se cree que parte de estas minas fueron propiedad de los hermanos López de Lerena Epalza. Surtieron de mineral a la fábrica de Santa Ana de Bolueta en Vizcaya. En 2020 se plantea reactivar la mina.

## Administración y política

### Gobierno municipal
| Periodo   | Nombre                   | Partido | Partido              |
| --------- | ------------------------ | ------- | -------------------- |
| 1979-1983 | Deogracias Carreto Pérez |         | Independiente        |
| 1983-1991 | Mario Carreto Fuentes    |         | Alianza Popular (AP) |
| 1991-1995 | Mario Carreto Fuentes    |         | Partido Popular (PP) |
| 1995-2007 | Aurelio Casado Norato    |         | Partido Popular (PP) |
| 2007-2023 | Jesús Mª Ortiz Fernández |         | Partido Popular (PP) |

| Partido político                         | 2023  | 2023  | 2023       | 2019  | 2019  | 2019       | 2015  | 2015  | 2015       | 2011  | 2011  | 2011       | 2007  | 2007  | 2007       | 2003  | 2003  | 2003       |
| Partido político                         | %     | Votos | Concejales | %     | Votos | Concejales | %     | Votos | Concejales | %     | Votos | Concejales | %     | Votos | Concejales | %     | Votos | Concejales |
| Partido Popular (PP)                     | 80,67 | 238   | 6          | 61,18 | 238   | 5          | 51,22 | 210   | 4          | 70,94 | 271   | 5          | 67,98 | 259   | 5          | 68,43 | 271   | 5          |
| Partido Socialista Obrero Español (PSOE) | 13,55 | 40    | 1          | 7,46  | 29    | 0          | 17,32 | 71    | 1          | 27,23 | 104   | 2          | 30,45 | 116   | 2          | 30,81 | 122   | 2          |
| Salamanca Sí                             | 3,72  | 11    | 0          | —     | —     | —          | —     | —     | —          | —     | —     | —          | —     | —     | —          | —     | —     | —          |
| Ciudadanos (CS)                          | —     | —     | —          | 30,08 | 117   | 2          | 29,51 | 121   | 2          | —     | —     | —          | —     | —     | —          | —     | —     | —          |

El alcalde de Barruecopardo no reporta información sobre su sueldo (2017).

### Elecciones autonómicas
| Partido político                                     | 2019  | 2019  | 2015  | 2015  | 2011  | 2011 | 2007  | 2007 | 2003  | 2003 | 1999  | 1999 | 1991  | 1991 | 1987  | 1987 | 1983  | 1983 |
| Partido político                                     | Votos | %     | Votos | %     | Votos | %    | Votos | %    | Votos | %    | Votos | %    | Votos | %    | Votos | %    | Votos | %    |
| Partido Popular (PP)                                 | 183   | 47,78 | 173   | 43,03 | —     | —    | —     | —    | —     | —    | —     | —    | —     | —    | —     | —    | —     | —    |
| Ciudadanos (Cs)                                      | 91    | 23,76 | 118   | 29,35 | —     | —    | —     | —    | —     | —    | —     | —    | —     | —    | —     | —    | —     | —    |
| Partido Socialista Obrero Español (PSOE)             | 87    | 22,72 | 77    | 19,15 | —     | —    | —     | —    | —     | —    | —     | —    | —     | —    | —     | —    | —     | —    |
| Podemos                                              | 10    | 2,61  | 18    | 4,48  | —     | —    | —     | —    | —     | —    | —     | —    | —     | —    | —     | —    | —     | —    |
| Vox                                                  | 4     | 1,04  | 0     | 0     | —     | —    | —     | —    | —     | —    | —     | —    | —     | —    | —     | —    | —     | —    |
| Izquierda Unida-Equo (IU-EQUO)                       | 2     | 0,52  | 5     | 1,24  | —     | —    | —     | —    | —     | —    | —     | —    | —     | —    | —     | —    | —     | —    |
| Unión del Pueblo Leonés (UPL)                        | 1     | 0,26  | —     | —     | —     | —    | —     | —    | —     | —    | —     | —    | —     | —    | —     | —    | —     | —    |
| Contigo Somos Democracia                             | 1     | 0,26  | —     | —     | —     | —    | —     | —    | —     | —    | —     | —    | —     | —    | —     | —    | —     | —    |
| Unión Progreso y Democracia (UPyD)                   | —     | —     | 1     | 0,25  | —     | —    | —     | —    | —     | —    | —     | —    | —     | —    | —     | —    | —     | —    |
| Partido Animalista Contra el Maltrato Animal (PACMA) | —     | —     | 1     | 0,25  | —     | —    | —     | —    | —     | —    | —     | —    | —     | —    | —     | —    | —     | —    |

## Monumentos y lugares de interés
- Iglesia parroquial de Santa María Magdalena
- Ermita del Cristo de las Mercedes
- Mirador del Castillo

### Localidades cercanas
- Cerezal de Peñahorcada
- El Milano
- Saldeana
- Saucelle
- Villasbuenas
- Vilvestre